# Heello
Heello foi uma rede social e servidor para microblogging que permitia aos seus usuários enviar e ler mensagens de texto e compartilhar fotos e vídeos. Foi lançada em 10 de agosto de 2011 por Noah Everett, criador do Twitpic, exatamente um dia após o Twitter lançar seu aplicativo oficial de compartilhamento de fotos em parceria com o Photobucket. O site é financiado pelo dinheiro gerado do Twitpic, através da publicidade online. No primeiro dia, havia cerca de 4 "pings" (postagens) por segundo.
No dia 11 de agosto (segundo dia da rede social ativa) se inscreveu no site [1]Rodrigo Barbosa dos Reis, no site mais conhecido como Rod ou Rody. Fez histórias no heello como grupos de DM e até deu sentido ao que se chamava de "Najar" no site. Fez amizades que duram até hoje uma em especial com a integrante Talia Dahmer, mais conhecida como "saiadeborracha" na época. Rodrigo (Rody) citado pelo fato de várias vezes tentar por conta de sua popularidade "ressuscitar" a rede social todas as vezes sem sucesso, o site havia realmente sido esquecido.
Em 12 de agosto, Noah Everett informou que o Heello atingiu 1 milhão de pings em apenas dois dias.
Em 23 de junho de 2014, foi anunciado que a rede social iria ser descontinuada em 15 de agosto de 2014. O site passou a ficar indisponível no dia seguinte.